# إرنست بيرك
إرنست بيرك (بالإنجليزية: Ernest Burke)‏ هو لاعب كرة قاعدة أمريكي، ولد في 26 يونيو 1924، وتوفي في 31 يناير 2004 بسبب سرطان الكلية.